# Ed d'Hondt
Edumond Maria (Ed) d'Hondt (Oostburg, 17 mei 1944) is een Nederlands oud-bestuurder voor de Partij van de Arbeid (PvdA).
D'Hondt studeerde rechten in Utrecht (studeerde af in publiekrecht) en werd op tweeëndertigjarige leeftijd burgemeester. Die functie had hij van 1976 tot 1985 in de gemeente Hilvarenbeek, van 1985 tot 1990 in Maarssen en van 1990 tot 2000 in Nijmegen.
Hij had en heeft vele functies als voorzitter of toezichthouder. Van 2000 tot 2006 was hij voorzitter van de VSNU (Vereniging van Samenwerkende Nederlandse Universiteiten). Vanaf 2005 was hij voorzitter van GGD Nederland en van 2011 tot 2014 ook van GHOR Nederland. In 2014 zijn beide verenigingen onder zijn leiding gefuseerd. Hij werd opgevolgd door Tonny van de Vondervoort.

## Onderscheiding
- Officier in de Orde van Oranje-Nassau (25 april 2008)